# Crataegus meyeri
Crataegus meyeri är en rosväxtart som beskrevs av Antonina Ivanovna Pojarkova. Crataegus meyeri ingår i hagtornssläktet som ingår i familjen rosväxter. Inga underarter finns listade i Catalogue of Life.